# Grottensprinkhanen
Grottensprinkhanen (Rhaphidophoridae) zijn een familie van langsprietige insecten die behoren tot de rechtvleugeligen (Orthoptera). Ondanks de naam 'sprinkhanen' zijn ze dus meer verwant aan de krekelachtigen.

## Kenmerken
Deze gedrongen, vleugelloze, vaalbruine of grijze sprinkhanen worden 1,3 tot 3,8 cm lang. Ze hebben lange achterpoten, een gebochelde rug en zeer lange antennes, die bedoeld zijn voor het lokaliseren van belagers en voorwerpen. De grotbewonende soorten hebben gereduceerde ogen en een zacht lichaam.

## Voortplanting
De eieren worden gelegd in organisch afval op de grotbodem. Na het uitkomen beginnen de nimfen direct met het zoeken naar voedsel. Sommigen zijn aaseters, terwijl anderen levende prooien vangen.

## Verspreiding en leefgebied
Deze familie komt wereldwijd voor in warmere streken, in grotten, kassen en onder bomen en stenen.
Een bekende soort is de kassprinkhaan (Tachycines asynamorus) die als exoot overal ter wereld opduikt als gevolg van de handel in planten.

## Taxonomie
De soorten worden verdeeld in negen onderfamilies, waarvan er één is uitgestorven:
- Onderfamilie Aemodogryllinae
- Onderfamilie Ceuthophilinae
- Onderfamilie Dolichopodainae
- Onderfamilie Gammarotettiginae
- Onderfamilie Macropathinae
- Onderfamilie Protroglophilinae†
- Onderfamilie Rhaphidophorinae
- Onderfamilie Troglophilinae
- Onderfamilie Tropidischiinae